# Geloius
Geloius is een geslacht van rechtvleugeligen uit de familie Pyrgomorphidae. De wetenschappelijke naam van dit geslacht is voor het eerst geldig gepubliceerd in 1899 door Saussure.

## Soorten
Het geslacht Geloius omvat de volgende soorten:
- Geloius crassicornis Bolívar, 1905
- Geloius nasutus Saussure, 1899
- Geloius tanalanensis Wintrebert, 1972